# Europese kampioenschappen boksen vrouwen 2011
De Europese kampioenschappen boksen voor vrouwen 2011 werden van 22 tot en met 27 oktober gehouden in het Topsportcentrum Rotterdam. De organisatie van deze achtste editie lag in handen van de Nederlandse Boksbond (NBB). Een schorsing van de NBB zorgde ervoor dat de organisatie door de European Boxing Confederation (EUBC) in eerste instantie werd ontnomen. Later werd de schorsing omgezet in een geldboete en het toernooi opnieuw toegekend aan de NBB.
Het was voor het eerst in de 100-jarige geschiedenis van de Nederlandse Boksbond dat in Nederland een internationaal boksevenement wordt georganiseerd in de categorie vrouwenboksen.

## Uitslagen
| Gewichtsklasse              | Goud                | Zilver           | Brons                              |
| --------------------------- | ------------------- | ---------------- | ---------------------------------- |
| Lichtvlieggewicht (–48 kg)  | Svetlana Gnevanova  | Lynsey Holdaway  | Natalia Knyaz Steluta Duta         |
| Vlieggewicht (–51 kg)       | Nicola Adams        | Sarah Ourahmoune | Karolina Michalczuk Stoyka Petrova |
| Bantamgewicht (–54 kg)      | Elena Savelyeva     | Sandra Drabik    | Ivanna Krupenia Ayse Tas           |
| Vedergewicht (–57 kg)       | Nataliia Biriuk     | Lisa Whiteside   | Viktoria Gurkovich Nagehan Gul     |
| Lichtgewicht (–60 kg)       | Katie Taylor        | Sofya Ochigava   | Denitsa Eliseyeva Helena Falk      |
| Weltergewicht (–64 kg)      | Gulzum Tatar        | Armine Sinabian  | Natasha Jonas Martina Schmoranzova |
| Zwaarweltergewicht (–69 kg) | Marichelle de Jong  | Mariia Badulina  | Lauren Price Katarzyna Furmaniak   |
| Middengewicht (–75 kg)      | Nadezhada Torlopova | Nouchka Fontijn  | Savannah Marshall Liliya Durnyeva  |
| Halfzwaargewicht (–81 kg)   | Svetlana Kosova     | Sylwia Kusiak    | Inna Shevchenko Timea Nagy         |
| Zwaargewicht (+81 kg)       | Semsi Yarali        | Irina Sinetskay  | Danijela Vernić Katerina Shambir   |

## Medaillespiegel
| Plaats | Land      | Goud | Zilver | Brons | Totaal |
| 1      | Rusland   | 4    | 2      | 1     | 7      |
| 2      | Turkije   | 2    | 0      | 2     | 4      |
| 3      | Oekraïne  | 1    | 1      | 5     | 7      |
| 4      | Engeland  | 1    | 1      | 2     | 4      |
| 5      | Nederland | 1    | 1      | 0     | 2      |
| 6      | Ierland   | 1    | 0      | 0     | 1      |
| 7      | Polen     | 0    | 2      | 2     | 4      |
| 8      | Wales     | 0    | 1      | 1     | 2      |
| 9      | Armenië   | 0    | 1      | 0     | 1      |
| 9      | Frankrijk | 0    | 1      | 0     | 1      |
| 11     | Bulgarije | 0    | 0      | 2     | 2      |
| 12     | Kroatië   | 0    | 0      | 1     | 1      |
| 12     | Tsjechië  | 0    | 0      | 1     | 1      |
| 12     | Hongarije | 0    | 0      | 1     | 1      |
| 12     | Roemenië  | 0    | 0      | 1     | 1      |
| 12     | Zweden    | 0    | 0      | 1     | 1      |
| Totaal | Totaal    | 10   | 10     | 20    | 40     |

## Deelnemende landen
Er deden 153 boksers uit 31 landen mee aan het toernooi.
- Armenië
- Azerbeidzjan
- België
- Bosnië en Herzegovina
- Bulgarije
- Denemarken
- Duitsland
- Engeland
- Finland
- Frankrijk
- Griekenland
- Hongarije
- Ierland
- Israël
- Italië
- Kroatië
- Nederland
- Noorwegen
- Oekraïne
- Polen
- Roemenië
- Rusland
- Servië
- Slovenië
- Spanje
- Tsjechië
- Turkije
- Wales
- Wit-Rusland
- Zweden
- Zwitserland